# Lieder im Dorf

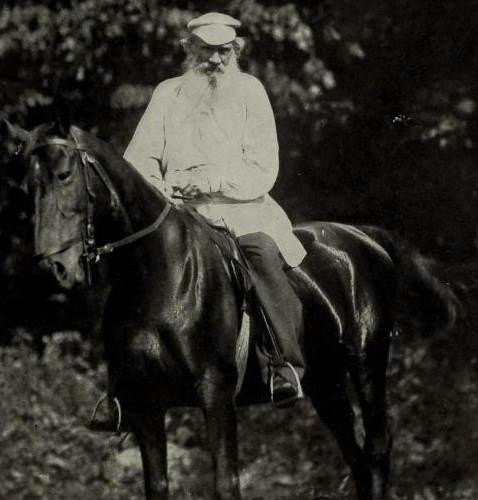
Graf Leo Tolstoi

Lieder im Dorf (russisch Песни на деревне, Pesni na derewne) ist eine Kurzgeschichte von Lew Tolstoi, die am 8. November 1909 in Jasnaja Poljana vollendet und 1910 im Jubileiny sbornik Literaturnowo fonda abgedruckt wurde. 1983 erschien der Text im Bd. 14 Powesti und Erzählungen der 22-bändigen Tolstoi-Ausgabe im Verlag für Künstlerische Literatur in Moskau.

## Inhalt
Im Dorf spielt sich an einem „unvergesslichen nebligen Morgen“ unter den Augen des Erzählers ein „grausiger“ Vorgang ab. Der Erzähler gibt sich zwar nicht als der Gutsherr dieses russischen Dorfes zu erkennen, doch beim Leser bleibt nach der Lektüre der Eindruck, dass es sich um diesen handeln muss. Das folgt allein schon aus den beinahe familiären knappen Dialogen, die er gelegentlich mit diesem oder jenem Dorfbewohner in der Menschenmenge führt.
Der Erzähler folgt im Dorf den Harmonikaklängen, durchmischt mit mehrstimmigem Gesang. Es stellt sich heraus, das Dorf verabschiedet vier ledige Burschen und einen verheirateten jungen Mann. Die fünf müssen zum Wehrdienst einrücken. Den Vater des Verheirateten, den Bauern Wassili Orechow, hatte der Erzähler früher einmal unterrichtet. Die Schwiegertochter Orechows, nun für lange Zeit ohne Ehemann, steigt missmutig vom Ofen herunter, als der Erzähler zusammen mit den künftigen Soldaten die Wohnstube Orechows betritt. Die zur Verabschiedung unter fröhlichem Sang und Klang durch das Dorf ziehenden fünf jungen Männer müssen hie und da haltmachen und bekommen einen Schnaps angeboten. Keiner der fünf ist ein Trinker. Nach vorsichtiger Kostprobe lehnen die Einberufenen solches Getränk ab. Die Fröhlichkeit der Singenden und Spielenden wirkt aufgesetzt und wird immer einmal von herzzerreißendem Wehgeschrei betroffener weiblicher erwachsener Angehöriger der fünf unterbrochen. Der Erzähler schämt sich. Wie konnte er neugierig den Liedern im Dorf folgen?

## Verwendete Ausgabe
- Lieder im Dorf. Aus dem Russischen übersetzt von Hermann Asemissen. S. 413–418 in: Eberhard Dieckmann (Hrsg.): Lew Tolstoi. Hadschi Murat. Späte Erzählungen. Bd. 13 von Eberhard Dieckmann (Hrsg.), Gerhard Dudek (Hrsg.): Lew Tolstoi. Gesammelte Werke in zwanzig Bänden. Rütten und Loening, Berlin 1986

## Anmerkung
1. ↑  Auf seiner Besitzung hatte Tolstoi in jüngeren Jahren eine Dorfschule nach dem Vorbild Rousseaus betrieben.